# Sebastian Langkamp

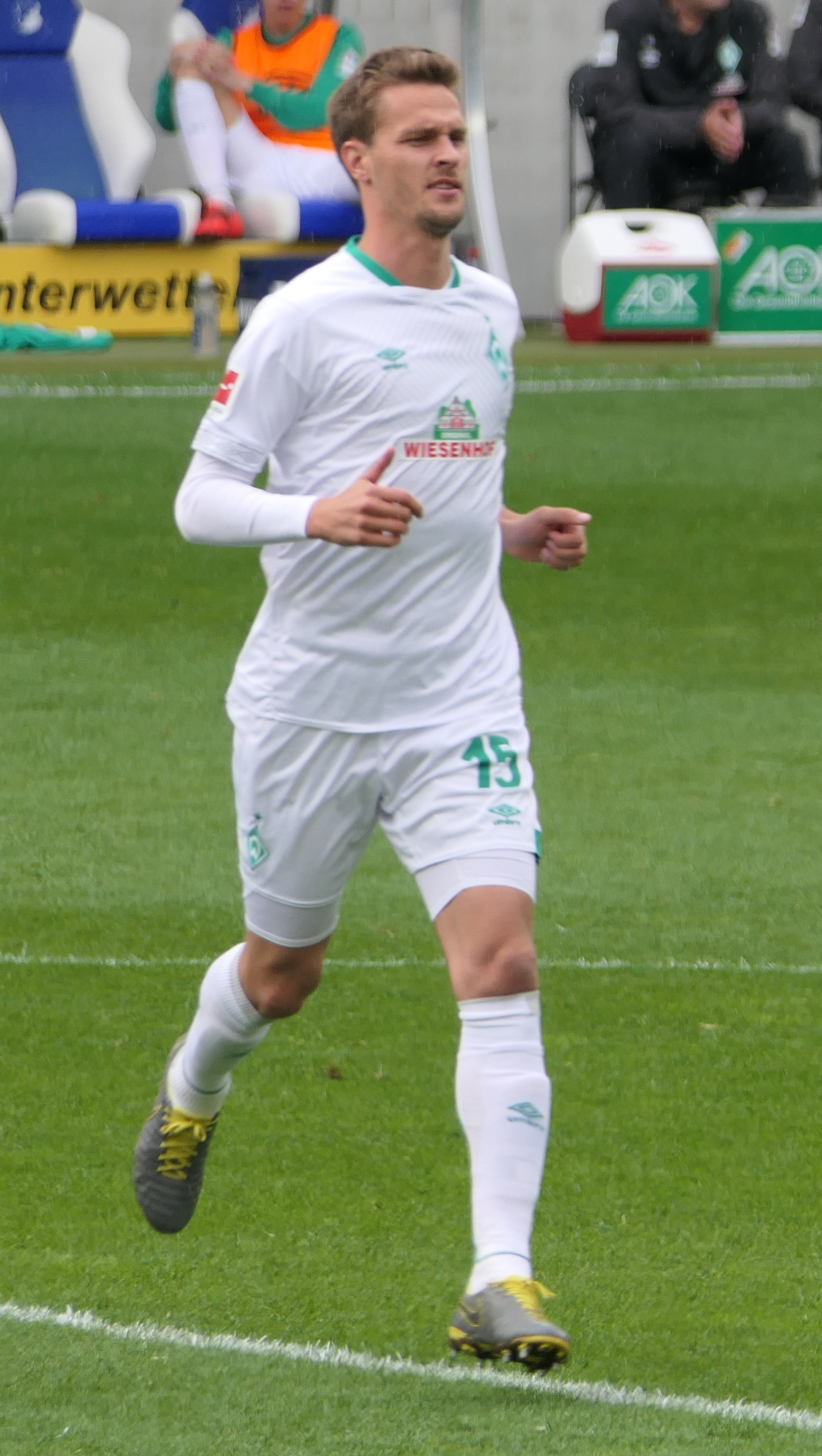
Foto do jogador Alemão Sebastián Langkamp

Sebastian Langkamp (Speyer, 15 de janeiro de 1988) é um futebolista profissional alemão que atua como defensor.

## Carreira
Sebastian Langkamp começou a carreira no Bayern Munich.